# Elling Kirke
Elling kirke, beliggende i landsbyen Elling, ca. 5 km nordvest for Frederikshavn, er opført i den første halvdel af 1200-tallet og er den ældste kirke i Elling Sogn.
Kirken er opført i munkesten, hvidkalket og har tegltag. Kirken tilhører gruppen af kirker, som arkitektonisk kaldes den vendsysselske teglstensgruppe.
Kirken indeholder flere gamle og smukke effekter, blandt andet et kirkeskib (Kopi af linjeskibet Prinds Christian), som i 1757 blev skænket til kirken af Anne Maries Rasmusdatter Holm og Christian Thomsen fra Elling, og prædikestolen som er fra 1766, skænket af Frederik Wiirnfeld til Lerbæk og Skårupgård.

## Billedgalleri
- Døbefont og alter, 2008.
- Prædikestol skænket af Frederik Wiirnfeld i 1766, fotograferet i 2008.
- Eksempel på bænkenes udsmukning, 2008.

## Eksterne kilder og henvisninger
- Wikimedia Commons har flere filer relateret til Elling Kirke
- Elling sogns hjemmeside Arkiveret 2. juni 2006 hos  Wayback Machine
- Elling Kirke  hos KortTilKirken.dk